# Festa dei folli
La festa dei folli o festa degli innocenti era una festa in maschera che si svolgeva ogni anno il 26, 27 e 28 dicembre, giorni rispettivamente dedicati a Santo Stefano, a San Giovanni e al Giorno degli Innocenti (con riferimento alla Strage degli innocenti). Era organizzata dal clero in Europa e in molte città del nord della Francia (dove era detta fête des Fous o fête des Innocents), dal XII secolo fino al XVII secolo. Derivate dai Saturnali, queste feste sono collegate alle tradizioni folcloristiche dai folcloristi alla fine del XIX secolo, e gli storici vedono in queste parodie liturgiche una delle origini medievali del teatro.

## Etimologia
La festa è anche chiamata festa dell'asino, dei Sotto-Diaconi, dei Diaconi di Saul, dei Cornardi, della Libertà di dicembre. Le persone che vi presero parte ricevevano il nome di papa dei pazzi, vescovo dei pazzi o abate dei pazzi.
Era destinata a onorare l'asino che portò Gesù durante il suo ingresso a Gerusalemme. Era diffusa in tutta la Francia nel Medioevo e fu celebrata nel giorno della Circoncisione di Gesù a gennaio.

## Storia

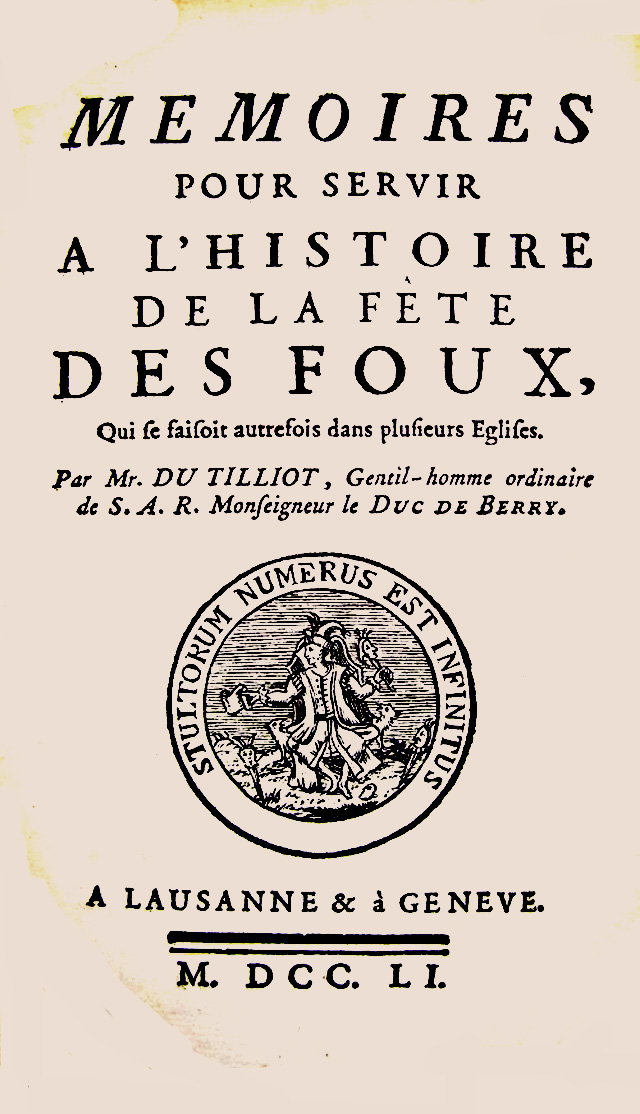
Étude historique sur la fête des fous, 1751

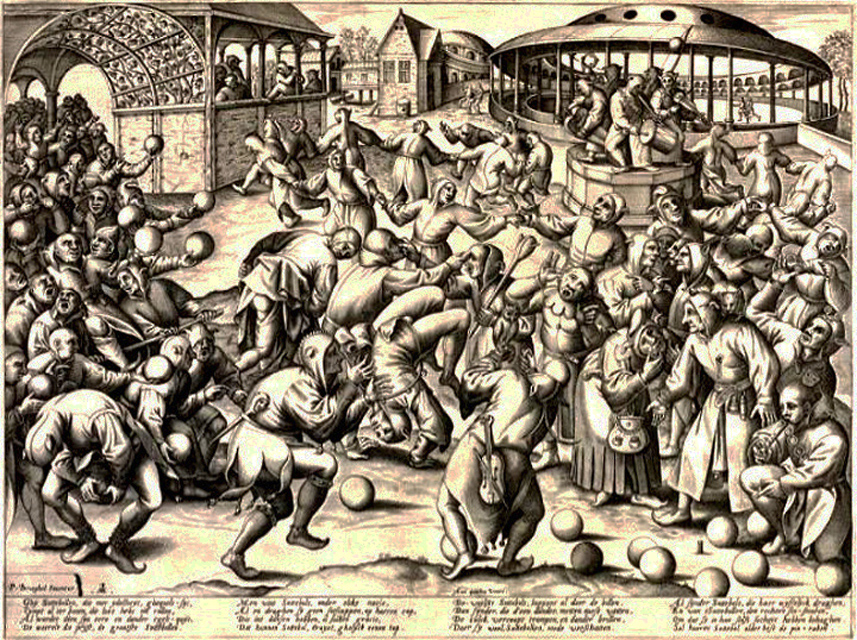
Fête des fous, Pieter Van der Heyden, 1559

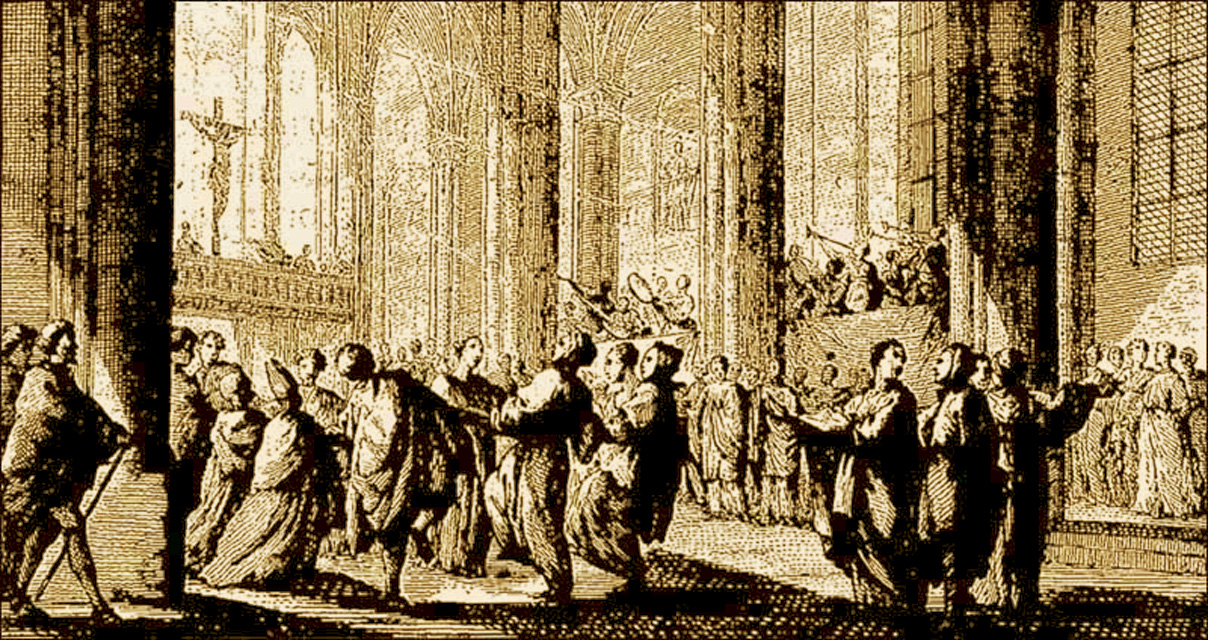
Festa dei folli in una cattedrale, 1752

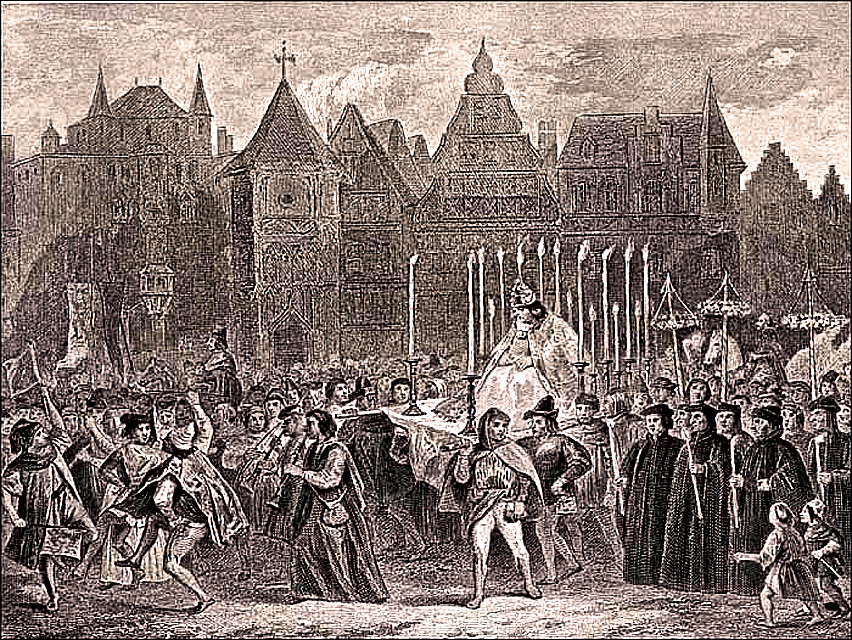
Quasimodo, Re dei Folli, 1878.

Di solito la festa si svolgeva in alcune chiese, durante i 3 giorni di Santo Stefano, San Giovanni e il Giorno degli Innocenti (26, 27 e 28 dicembre), un giovane chierico decorato con il titolo di vescovo dei pazzi (Episcopus stultorum), occupava la sede episcopale rivestita con gli ornamenti pontifici con l'eccezione della mitra, che veniva sostituita da una sorta di tallone. Alla fine del servizio, riceveva gli stessi onori del vero prelato, e il suo cappellano doveva pronunciare una benedizione, con la quale chiedere ai ministranti l'epatopatia, un banchetto di perdoni, venti banchetti di mal di denti, e due tigna sotto il mento.
Inoltre, i giovani che venivano sorpresi a letto il giorno degli Innocenti, il 28 dicembre, ricevevano sulla schiena alcuni schiaffi.
In varie città, i canonici, gli ecclesiastici e talvolta i secolari erano, in certi giorni dell'anno, presi al mattino, nel loro letto e in uno stato di completa nudità, guidati tra le strade, nelle chiese sull'altare, dove vevivano annaffiati.. Indecenze dello stesso tipo erano svolte anche dagli ecclesiastici nel giorno degli Innocenti, come camminare per la città ad esporre uomini completamente nudi nei teatri..
Per porre fine a questi disordini, fu proclamata la prima condanna intorno al 1198 su richiesta di Odon de Sully.
Il seguente fu emanato dal Consiglio di Basilea nel 1431, durante il quale ne fu imposto il divieto il 31 dicembre 1519. La festa venne gradualmente bandita dalle autorità religiose e civili (Richelieu).
La festa viene menzionata nel romanzo Notre-Dame de Paris di Victor Hugo, durante la quale Quasimodo viene eletto Papa dei Folli.

## Discografia
- The Feast of Fools, (La festa dei folli) New London Consort Dir. Philip Pickett 1992 (L'Oiseau Lyre)
- Le Roman de Fauvel, Clemencic Consort Dir. René Clemencic 1976 - ris.1992 (Harmonia Mundi)